# Mălin

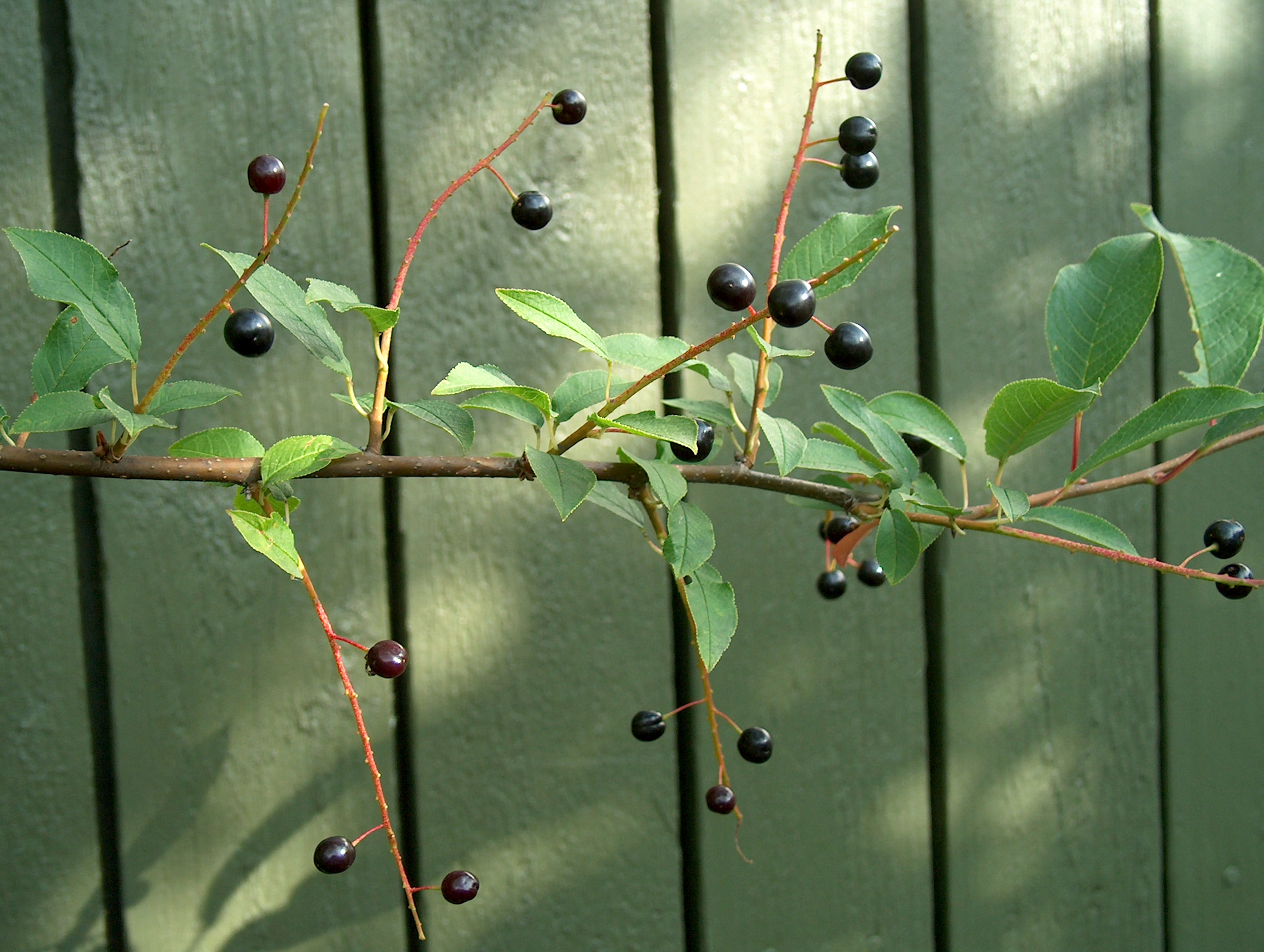
Fructe de mălin

Mălinul (denumirea științifică: Prunus padus L.) este un arbust decorativ din familia rozaceelor, cu flori albe mirositoare și cu fructe drupe mici, negre, din a cărui scoarță amară se prepară un medicament astringent.
Mălinul (Prunus padus) crește pe lângă râuri, lacuri, margini de pădure și poieni. Este întâlnit pe tot teritoriul Europei și Asiei, până în Țările Nordice și la Est de Enisei.
Primăvara, mălinul înflorește abundent cu flori albe grupate în ciorchini lungi, cu o aromă puternică iute-amăruie. Fructele mălinului pot fi consumate și după mai bine de 5 ani, dacă sunt bine uscate și împachetate. 
Pulpa fructului este bogată în substanțe tanate, zaharuri, acizi organici, ulei volatil și săruri minerale, iar miezul sâmburelui conține ulei gras. De asemenea, conținutul de fitoncide al plantei este atât de mare încât în jurul unui mălin nu se găsesc insecte. În frunze se găsesc aproximativ 200mg de acid ascorbic.
Mălinul este o plantă medicinală, bine cunoscută în medicina populară din cele mai vechi timpuri. Fructele se foloseau în tratarea diareei la copii, furunculoză și ca depurativ al sângelui.  Și în prezent, mălinul continuă să fie utilizat în scopuri medicinale: decoctul și infuzia din fructe uscate sunt folosite ca antidiareic, analgezic și astringent, iar din fructe se face ceai gastric. Din florile proaspete se prepară apă de mălin, care este folosit în tratarea bolilor de ochi.
Scoarța mălinului conține pigmenți de culoare verde, iar frunzele pigmenți galbeni, fiind multă vreme folosit pentru vopsirea hainelor. 